# Cea mai mare temperatură înregistrată pe Pământ
Condițiile standard de măsurare a temperaturii sunt: la 1,5 metri deasupra solului și într-un loc protejat de lumina directă a soarelui. Cea mai ridicată temperatură confirmată înregistrată pe Pământ, în conformitate cu aceste măsurători, a fost de 54.0 °C (129.2 °F) și a fost înregistrată la data de 20 iunie 2013, atât în Valea Morții din California, cât și la Mitribah, Kuweit, la 21 iulie 2016.
În afara acestor înregistrări confirmate de 54,0 °C (129,2 °F), există rapoarte că la Furnace Creek Ranch din California, situată în deșertul din Valea Morții în Statele Unite, s-ar fi înregistrat 56,7 °C (134,1 °F) la 10 iulie 1913 - ceea ce spun astăzi unii experți meteorologi că este o eroare de măsurare.
Fosta cea mai mare temperatură oficială de pe Pământ a fost de 57,8 °C (136 °F), înregistrată la 13 septembrie 1922, la Al'Aziziyah, Libia, a fost declasată de Organizația Meteorologică Mondială (WMO) în ianuarie 2012 după ce a deținut timp de 90 de ani recordul pentru cea mai ridicată temperatură din lume - în prezent temperatura este considerată a fi o eroare de înregistrare.
Temperaturile măsurate direct la sol pot depăși temperaturile aerului cu 30 până la 50 °C. O temperatură la sol de 84 °C (183,2 °F) a fost înregistrată la Port Sudan, Sudan. O temperatură la sol de 93,9 °C (201 °F) a fost înregistrată și la Furnace Creek Ranch la 15 iulie 1972; aceasta poate fi cea mai mare temperatură naturală de suprafață la sol înregistrată vreodată. Temperatura teoretică maximă posibilă la suprafața solului a fost estimată între 90 și 100 °C pentru solurile uscate și întunecate cu conductivitate termică scăzută.

## Vezi și
- Cea mai scăzută temperatură înregistrată pe Pământ
- Listă de recorduri meteorologice